# 北星町 (苫小牧市)
北星町（ほくせいちょう）は北海道苫小牧市にある町名。現行行政地名は北星町一丁目及び北星町二丁目。住居表示実施済み。

## 地理
苫小牧市の西部に位置し、全域にわたって、住宅地が中心になっている。また町内南部に北海道道781号苫小牧環状線が横断している。

## 歴史
- 2018年（平成30年）10月1日 - 住居表示実施に伴い、錦岡の一部を分離し、北星町一丁目及び北星町二丁目を設置[4]。

## 世帯数と人口
2018年（平成30年）10月31日現在の世帯数と人口は以下の通りである。
| 丁目         | 世帯数  | 人口  |
| ------------ | ------- | ----- |
| 北星町一丁目 | 163世帯 | 331人 |
| 北星町二丁目 | 181世帯 | 345人 |
| 計           | 344世帯 | 676人 |

## 小・中学校の学区
市立小・中学校に通う場合、学区は以下の通りとなる。
| 丁目         | 番・番地等 | 小学校               | 中学校               |
| ------------ | ---------- | -------------------- | -------------------- |
| 北星町一丁目 | 全域       | 苫小牧市立錦岡小学校 | 苫小牧市立凌雲中学校 |
| 北星町二丁目 | 全域       | 苫小牧市立錦岡小学校 | 苫小牧市立凌雲中学校 |

## 交通
- 北海道道781号苫小牧環状線

## 施設
- イエローグローブ
- 鈴蘭公園

## その他

### 日本郵便
- 郵便番号 : 059-1277[2]（集配局：苫小牧郵便局[6]）。

### 警察
管轄する警察署、交番・派出所は以下の通りである。
| 丁目・字 | 警察署       | 交番・派出所 |
| -------- | ------------ | ------------ |
| 全域     | 苫小牧警察署 | 錦岡交番     |